# Giovanni Francesco Morosini (1537–1596)
Giovanni Francesco Morosini (ur. 30 września 1537 w Wenecji, zm. 10 stycznia 1596 w Brescii) – włoski kardynał.

## Życiorys
Urodził się 30 września 1537 roku w Wenecji, jako syn Pietra Morosiniego i Cornelii Cornaro. Był senatorem, a następnie ambasadorem Republiki Weneckiej w Sabaudii, Polsce, Hiszpanii i Francji. 23 września 1585 roku został wybrany biskupem Brescii, a 3 listopada przyjął sakrę. W latach 1587–1589 był nuncjuszem we Francji, a od 1588 roku pełnił rolę legata a latere w tym kraju. 15 lipca 1588 roku został kreowany kardynałem prezbiterem i otrzymał kościół tytularny Santi Nereo ed Achilleo. Zmarł 10 stycznia 1596 roku w Brescii.